# こどもの日
こどもの日（こどものひ）とは、日本における国民の祝日の一つで、端午の節句である毎年5月5日に制定されている。
国民の祝日に関する法律（祝日法、昭和23年7月20日法律第178号）では「こどもの人格を重んじ、こどもの幸福をはかるとともに、母に感謝する」ことを趣旨としている。
また、こどもの日と男の子の成長を祝う端午の節句は同日だが別物である。

## 制定の経緯
連合国軍占領下の1948年2月に参議院議員の金子洋文、三島通陽が国会で「こどもの日」について議論した。
專門調査員の武藤智雄が5月5日を希望する請願を紹介した。
同年6月8日に、衆議院議員松澤兼人は「神戸市内児童約二万七千名の署名」による「こどもの日」制定の請願を紹介した。

## 発行物
- 制定後最初の「こどもの日」にあたる1949年5月5日、こどもの日の切手が発行され、1枚5円で販売された。

## 外部リンク

日本の子供と家族（2003年）